# Lista de Estados soberanos escravistas negreiros na América
A seguinte lista apresenta os estados que declararam a abolição da escravatura dos povos negros afro-descendentes e/ou africanos após sua independência, já como estados soberanos.